# Matek
Matek, Matek BNS właściwie Mateusz Pospieszyński (ur. 1988 w Szczecinie) – polski producent muzyczny. Członek formacji Projekt Nasłuch. Współtworzy także duet wraz z raperem Bonsonem. Matek współpracował ponadto m.in. z takimi wykonawcami jak: Dyspensa, Planet ANM, JodSen, Małaz, Tymi & Roka oraz Bogu.
Studiował politologię na Uniwersytecie Szczecińskim, jednakże podjętych studiów nie ukończył.

## Dyskografia
Albumy
| Tytuł                                     | Dane dot. albumu                                   | Pozycja na liście |
| Tytuł                                     | Dane dot. albumu                                   | POL               |
| ----------------------------------------- | -------------------------------------------------- | ----------------- |
| Historia po pewnej historii (oraz Bonson) | - Data: 11 czerwca 2011 - Wydawca: brak (nielegal) | 27                |
| O nas się nie martw (oraz Bonson)         | - Data: 5 kwietnia 2014 - Wydawca: StoProcent      | 4                 |
| MVP (oraz Bonson)                         | - Data: 16 grudnia 2014 - Wydawca: StoProcent      | 31                |

Minialbumy
| Tytuł                                        | Dane dot. albumu                                   |
| -------------------------------------------- | -------------------------------------------------- |
| Wspomnienia z domu umarłych EP (oraz Bonson) | - Data: 2008 - Wydawca: brak (nielegal)            |
| Idealne proporcje EP (oraz Orzeu)            | - Data: 16 grudnia 2010 - Wydawca: brak (nielegal) |
| Przybij pięć (oraz Bonson)                   | - Data: 6 maja 2016 - Wydawca: StoPro Rap          |

Single
| "Wiem co stracę" (oraz Bonson)                   | 2014 | —  | O nas się nie martw |
| "Wracam do domu" (oraz Bonson; gościnnie: Masia) | 2014 | 43 | MVP                 |
| "—" singel nie był notowany.                     |      |    |                     |

Inne
| Album                                  | Rok  | Uwagi                                                                         | Źródło |
| -------------------------------------- | ---- | ----------------------------------------------------------------------------- | ------ |
| Dyspensa – Dysonans                    | 2010 | produkcja utworu "Sens"                                                       | [ 14 ] |
| Małaz – Niewygodny gracz               | 2011 | produkcja utworów "Wracam na kwadrat" i "063"                                 | [ 15 ] |
| Tymi & Roka – Linia obrony             | 2011 | produkcja utworów "By zachować godność", "Raport z frontu" i "Nie byłoby nas" | [ 16 ] |
| Bogu – Wdech i wydech                  | 2012 | produkcja utworu "Coraz szybciej"                                             | [ 17 ] |
| Planet ANM / Eljot Sounds – Pas Oriona | 2013 | produkcja utworu "Ku rozwidleniu rzeki"                                       | [ 18 ] |
| JodSen – Wielkie sny                   | 2014 | produkcja utworu "Za plecami"                                                 | [ 19 ] |

## Teledyski
| Tytuł                                            | Rok  | Reżyseria/Realizacja | Album                       | Źródło |
| ------------------------------------------------ | ---- | -------------------- | --------------------------- | ------ |
| "Rok później" (oraz Bonson)                      | 2011 | —                    | Historia po pewnej historii | [ 20 ] |
| "Ich już nie ma" (oraz Bonson)                   | 2012 | R5Films              | Historia po pewnej historii | [ 21 ] |
| "Co mi zrobisz jak mnie złapiesz?" (oraz Bonson) | 2012 | —                    | —                           | [ 22 ] |
| "Wiem co stracę" (oraz Bonson)                   | 2014 | 9 Liter Filmy        | O nas się nie martw         | [ 23 ] |
| "Umiem robić sobie wrogów" (oraz Bonson)         | 2014 | Michał Jarczyk       | O nas się nie martw         | [ 24 ] |
| "Mama I Did It" (oraz Bonson)                    | 2014 | A1 Videos            | MVP                         | [ 25 ] |
| "Wracam do domu" (oraz Bonson; gościnnie: Masia) | 2014 | Weronika Fenske      | MVP                         | [ 26 ] |